# Allium constrictum
Allium constrictum là một loài thực vật có hoa trong họ Amaryllidaceae. Loài này được (Mingrone & Ownbey) P.M.Peterson, Annable & Rieseberg mô tả khoa học đầu tiên năm 1988.